# Это моя земля (издательство)
«Это моя земля» — российское издательство, которое специализируется на выпуске литературных путеводителей по регионам России на основе легенд от местных жителей. Является импринтом издательской группы «Ridero».На продаваемых книгах в качестве издательства указывается название юридического лица «Издательские решения».

## История
Проект основан в 2019 году руководителем компании Appreal Андреем Сулейковым и продюсером Анастасией Подорожной. Первоначально серию планировали назвать «Россия. Легенды 2.0», однако позже переименовали в «Это моя земля».
Одной из главных идей проекта стало повышение ценности проживания на различных территориях России, вовлечение местных жителей в их развитие, повышение привлекательности для путешественников по России.
Первая книга серии была выпущена в апреле 2019 года. По состоянию на август 2024 год вышли 32 тома и готовятя к изданию еще 4. Первые 6 путеводителей: «Суздаль», «Красный Яр», «Чутьё воина», «Большой Морец», «Нарьян-Мар», «Югра».
Сборник «Югра. Это моя земля» был создан по итогам одноименного Всероссийского литературного конкурса, посвященного 90-летию ХМАО.После этого сборника все остальные путеводители создаются по результатам литературного конкурса.
В 2020 году проект «Это моя земля» был награжден премией Digital Communication Awards за использование больших данных в издательском деле в номинации «Digital-проекты и стратегии».

## Киберпутеводители

### Суздаль. Это моя земля.
- Киберпутеводитель по Суздалю. Сборник посвящён Тысячелетию Суздаля. Семь авторов, каждый из которых творит в своём жанре, живёт в своём ритме, создали двадцать один рассказ: сказка, мистика, фэнтези, драма, путевые заметки, компанейские байки.:

Андрей Сулейков [и д. р.]. Суздаль. Это моя земля : Легенды и мифы Владимиро-Суздальской земли. — Москва: Издательские решения (По лицензии Ridero), 2019. — 274 с. — ISBN ISBN 978-5-4496-7123-3.
В 2020 году книга «Суздаль» стала финалистом Всероссийского конкурса региональной и краеведческой литературы «Малая Родина» в номинации «Мой край».

### Красный Яр. Это Моя Земля.
- Литературный путеводитель по Красноярску. Сборник рассказов — литературный путеводитель по Красноярску. Легенды и мифы Енисейской Сибири. Здесь читатель, помимо художественных образов и житейских историй, найдёт фрагменты карты города и справку о реальных объектах. Предисловие к книге написал известный путешественник и телеведущий Михаил Кожухов Особенность книги в том, что каждый рассказ предваряет не только иллюстрация, но и фрагмент карты города с отметкой места действия произведения, а также авторское вступление (интро)[14]:

А. Востокова, А. Пищулин и др. КРАСНЫЙ ЯР. ЭТО МОЯ ЗЕМЛЯ. Литературный путеводитель. — Москва: Издательские решения (По лицензии Ridero), 2021. — 330 с. — ISBN 978-5-0050-6852-1.

### Чутьё воина. Это моя земля
- Легенды о разных животных с предисловием Михаила Ширвиндта. Людям свойственно приписывать животным человеческие эмоции. Именно такими историями делятся владельцы питомцев. Сборник «Чутьё воина» в серии литературных путеводителей «Это моя земля» это легенды о героях — собаках, кошках, бегемоте, лошади… Рассказы про поступки животных собраны под девизом «Такое могло произойти только здесь»:

Андрей Сулейков [и д. р.]. ЧУТЬЁ ВОИНА. ЭТО МОЯ ЗЕМЛЯ: Литературный путеводитель. — Москва: Издательские решения (По лицензии Ridero), 2021. — 214 с. — ISBN 978-5-4498-9348-2.

### Большой Морец. Это моя земля.
- Литературный путеводитель по селу Большой Морец Волгоградской области. О степном небольшом селе рассказывает российский и армянский литератор, уроженка этого небольшого посления Елена Шуваева-Петросян. Предисловие к путеводителю написал писатель Леонид Юзефович:

Елена Шуваева-Петросян. Большой Морец. Это моя земля. Литературный путеводитель. — Москва: Издательские решения (По лицензии Ridero), 2021. — 124 с. — ISBN 978-5-0051-3499-8.

### Нарьян-Мар
- Путеводитель по Нарьян-Мару — столице Ненецкого автономного округа. Дома здесь, кроме официального почтового адреса, имеют собственные уникальные имена: Титаник, Бутерброд, Близнецы, Кузнечик, Квадрат, Скворечник, Апельсин, Желток и другие[15]. На страницах путеводителя – истории о происхождении этих имен[16]. Маленькие истории жители Нарьян-Мара рассказывают сами себе и гостям своего города. Партнерами выпуска этого путеводителя выступили: Литературная газета, Центр развития бизнеса Ненецкого автономного округа, Ненецкий краеведческий музей, Экспертный Центр ПОРА, ОСИГ, Русатом инфраструктурные решения, Аппреал. Предисловие к книге написал путешественник и телеведущий Джон Уоррен[17].Путеводитель был издан также в формате аудиокниги. Истории, опубликованные в бумажном, электронном и аудиоформате, легли в основу заявки, которую администрация Нарьян-Мара подала в Ростуризм. На грантовые деньги город пригласил питерских стрит-артовцев, которые расписали дома муралами с изображениями артефактов из сборника[18].

Игорь Маранин, Ольга Пашун, Анастасия Подорожная, Андрей Сулейков. Нарьян-Мар. Литературный путеводитель. Это моя земля.. — [б. м.]: Издательские решения (По лицензии Ridero), 2021. — 108 с. — ISBN 978-5-0051-9186-1.

### ХМАО—Югра
- Сборник к 90-летию ХМАО-Югра. Эта книга — итог литературного конкурса к 90-летию со Дня образования Ханты-Мансийского автономного округа — Югры. Литературный путеводитель создан в партнерстве с ОСИГ, Литературной газетой, АО «Русатом инфраструктурные решения», ОТРК «Югра», Департаментом общественных и внешних связей Ханты-Мансийского автономного округа — Югры. :

Евгения Полякова [и д. р.]. Югра : Это моя земля. Литературный путеводитель. — Москва: Издательские решения (По лицензии Ridero), 2021. — 223 с. — ISBN 978-5-0053-0278-6.

### Урал. Это моя земля
- О следах Второй Камчатской экспедиции на Урале:

Олег Черняк, Ильдар Маматов. УРАЛ. ЭТО МОЯ ЗЕМЛЯ: Литературный путеводитель. — Москва: Издательские решения (По лицензии Ridero), 2021. — 158 с. — ISBN 978-5-0055-2905-3.

### Железногорск. Это моя земля
- По городу Железногорску Красноярского края. В книге собраны работы победителей литературного конкурса, прошедшего осенью 2021 под девизом «Такое могло произойти только в Железногорске»:

[б. м.] Железногорск : Это моя земля. #киберпутеводитель. — Москва: Издательские решения (По лицензии Ridero), 2022. — 214 с. — ISBN 978-5-0055-8208-9.

### Машук. Это моя земля
- Сборник легенд о Пятигорске создан в Мастерской устойчивого туризма в рамках Форума «Машук-2021».

[б. м.] Машук : Это моя земля #киберпутеводитель.. — Москва: Издательские решения (По лицензии Ridero), 2021. — 116 с. — ISBN 978-5-0055-8790-9.

### Тутаев. Это моя земля
- О Тутаеве. В книге собраны работы победителей литературного конкурса городских легенд, прошедшего в 2022 году под девизом «Такое могло произойти только в Тутаеве».

Светлана Синягина [и д. р.]. Тутаев : Это моя земля #киберпутеводитель. — Москва: Издательские решения (По лицензии Ridero), 2022. — 159 с. — ISBN 978-5-0056-4022-2.

### Тульская область. Это моя земля
- О Тульской области. Сборник составлен из работ победителей литературного конкурса, прошедшего под девизом «Такое могло произойти только в Тульской области». Предисловие к путеводителю написал известный актер Владимир Машков.

Андрей Сулейков [и д. р.]. Тульская область: Это моя земля #киберпутеводитель. — Москва: Издательские решения (По лицензии Ridero), 2024. — 305 с. — ISBN 978-5-0056-5058-0.

### Нижегородская область. Это моя земля
- По Нижегородской области. В книге собраны работы победителей литературного конкурса, прошедшего в 2022 году под девизом «Такое могло произойти только в Нижегородской области»:

Анна Фильцова [и д. р.]. Нижегородская область : Это моя земля #киберпутеводитель. — [б. м.]: Издательские решения (По лицензии Ridero), 2022. — 118 с. — ISBN 978-5-0056-7824-9.

### Нижний Новгород. Это моя земля
- По Нижнему Новгороду.В книге собраны работы победителей литературного конкурса, прошедшего в 2022 году под девизом «Такое могло произойти только в Нижегородской области» и посвященные её столице:

Елена Репина [и д. р.]. Нижний Новгород: Это моя земля #киберпутеводитель. — [б. м.]: Издательские решения (По лицензии Ridero), 2022. — 134 с. — ISBN 978-5-0056-7895-9.

### Сказки о земле Нижегородской: Это моя земля
- по Нижегородской области глазами детей. В книге собраны работы детей — воспитанников Регионального центра выявления, поддержки и развития способностей и талантов у детей и молодежи «Вега»:

Мария Шишулина [и д. р.]. Сказки о земле Нижегородской : Это моя земля #киберпутеводитель. — [б. м.]: Издательские решения (По лицензии Ridero), 2022. — 154 с. — ISBN 978-5-0056-7898-0.

### Ростов Великий. Это моя земля
- По Ростову Великому. В книге собраны работы победителей литературного конкурса городских легенд, прошедшего в 2022 году под девизом «Такое могло произойти только в Ростове Великом».

Арина Симбирская [и д. р.]. Ростов Великий : Это моя земля #киберпутеводитель. — [б. м.]: Издательские решения (По лицензии Ridero), 2022. — 164 с. — ISBN 978-5-0056-8099-0.

### Поморье: Арктические легенды.
- О Архангельской области. Сборник рассказов о Поморье составлен по результатам литературного конкурса и литературной мастерской, организованной Архангельской региональной туристской ассоциацией.

Поморье : Арктические легенды.. — [б. м.]: Издательские решения (По лицензии Ridero), 2022. — 164 с. — ISBN 978-5-0056-9217-7.

### Петрозаводск. Это моя земля
- Литературный киберпутеводитель по Петрозаводску. Эти рассказы — работы победителей литературного конкурса городских легенд, организованного Фондом «Карьяла» при поддержке Президентского фонда культурных инициатив, креативного сообщества «CreatePtz», президентской платформы «Россия — страна возможностей», программ «Больше, чем путешествие» и «Другое дело».  Рассказы победителей зрительского голосования стали основой для литературного маршрута по Петрозаводску в дополненной реальности[19]. Петрозаводск украсят скульптуры по мотивам литературных произведений. Объекты дополненной реальности будут изображать эпизоды из рассказов или их героев, а посмотреть на созданные визуальные образы можно будет с помощью мобильного телефона в приложении Arcona»[20].

Петрозаводск.. — [б. м.]: Издательские решения (По лицензии Ridero), 2022. — 233 с. — ISBN 978-5-0056-9906-0.

### Одинцово. Это моя земля
- О Одинцово. В сборник легенд включены работы победителей туристско-литературного конкурса «Одинцово. Это моя земля», проведенного Администрацией Одинцовского городского округа Московской области под девизом «Такое могло произойти только здесь»[21][22]. Места действия в легендах – реально существующие объекты Одинцово: природные, культурные, исторические.

Ефим Акулов [и д. р.]. Одинцово. Это моя земля : Киберпутеводитель. — [б. м.]: Издательские решения (По лицензии Ridero), 2023. — 245 с. — ISBN 978-5-0059-2976-1.

### Чувашия. Это моя земля
- О Чувашии. Сборник легенд победителей литературного конкурса «Чувашия. Это моя земля». Истории о достопримечательностях созданы под девизом «Такое могло произойти только здесь»[23][24]. Предисловие к книге написал глава  республики Олег Николаев.

Андрей Федоров [и д. р.]. Чувашия : Это моя земля. #Киберпутеводитель. — [б. м.]: Издательские решения (По лицензии Ridero), 2023. — 187 с. — ISBN 978-5-0059-3836-7.

### Тверская Карелия. Это моя земля
- О Тверской Карелии и тверских карелах. Сборник легенд о Тверской области создан на основе работ победителей литературного конкурса «Тверская Карелия. Это моя земля». Легенды созданы под девизом «Такое могло произойти только здесь». В сборнике есть слова, понятные только посвящённым: карсикко, муччо, каржина…[25]

Юлия Новикова [и д. р.]. Тверская Карелия : Это моя земля #киберпутеводитель. — [б. м.]: Издательские решения (По лицензии Ridero), 2023. — 189 с. — ISBN 978-5-0059-7370-2.

### Астрахань. Это моя земля
- Путеводитель по Астрахани. В сборнике легенд — работы победителей литературного конкурса «Астрахань. Это моя земля». В течение трёх месяцев конкурсанты присылали городские легенды, мифы, притчи, путевые заметки и житейские истории, созданные под девизом «Такое могло произойти только здесь». Из более сотни работ жюри выбрало 20 лучших, которые вошли в электронный сборник[26].

Юлия Шайхразеева [и д. р.]. Астрахань. Это моя земля : #киберпутеводитель. — [б. м.]: Издательские решения (По лицензии Ridero), 2023. — 369 с. — ISBN 978-5-0060-2392-5.

### Донбасс. Это моя земля
- Легенды о Донбассе. В путеводителе работы победителей литературного конкурса, прошедшего под девизом «Такое могло произойти только здесь». Места действия

в легендах — достопримечательности ДНР и ЛНР. Книга продолжает серию киберпутеводителей «Это моя земля». Проект реализуется при поддержке Минобрнауки РФ, Федерального центра гуманитарных практик РГГУ, журнала «Мир Музея» и Президентского фонда культурных инициатив.
Ксения Казакова. Донбасс. Это моя земля : Такое могло произойти только здесь. — [б. м.]: Издательские решения (по лицензии Ridero), 2023. — 194 с. — ISBN 978-5-0060-4139-4.

### Тропарёво. Это моя земля
- Киберпутеводитель по московскому району Тропарёво. Легенды о Тропарёво создали лицеисты РАНХиГС под девизом «Такое могло произойти только здесь». Курс «Сторителлинг» прошёл в 2023 году в рамках академблока лицея и завершился литературным конкурсом. Работы победителей конкурса вошли в этот сборник. Предисловие к книге написал ректор РАНХиГС Алексей Комиссаров[27].

Анастасия Амбросенкова [и д. р.]. Тропарёво. Это моя земля. — [б. м.]: Издательские решения (по лицензии Ridero), 2023. — 126 с. — ISBN 978-5-0060-5235-2.

### Уфа. Это моя земля
- Киберпутеводитель по Уфе.  Легенды об Уфе — работы победителей литературного конкурса «Это моя Уфа», прошедшего в преддверии 450-летия города. Девиз авторов легенд «Такое могло произойти только здесь». Предисловие к путеводителю написала прозаик Светлана Чураева. В путеводителе представлен целый туристический маршрут по городу с картой основных мест упомянутых в этом сборнике[28][29].

Лейсан Сулейманова [и д. р.]. Уфа. Это моя земля : Киберпутеводитель. — [б. м.]: Издательские решения (по лицензии Ridero), 2023. — 267 с. — ISBN 978-5-0060-8572-5.

### Новосибирская область. Это моя земля
- Киберпутеводитель по Новосибирской области. Предисловие к книге написала историк, профессор РГГУ Ольга Павленко. В книге собраны легенды победителей конкурса «Новосибирская область. Это моя земля», прошедшего под девизом «Такое могло произойти только здесь». Рассказы готовы стать основой сценариев экскурсий, фильмов, видеоигр, пьес, спектаклей[30][31].

Игорь Маранин [и д. р.]. Новосибирская область. Это моя земля : #киберпутеводитель. — [б. м.]: Издательские решения (по лицензии Ridero), 2024. — 197 с. — ISBN ISBN 978-5-0062-2125-3.

### Павловский Посад. Это моя земля
- Киберпутеводитель о Павловском Посаде. Предисловие к книге написал глава Павлопосадского городского округа Денис Семёнов. В книге собраны легенды победителей конкурса «Павловский Посад. Это моя земля», прошедшего под девизом «Такое могло произойти только здесь»[32][33].

Ирина Ушакова [и д. р.]. Павловский Посад. Это моя земля. — [б. м.]: Издательские решения (по лицензии Ridero), 2024. — 231 с. — ISBN 978-5-0062-0843-8.

### Хакасия. Это моя земля
- Киберпутеводитель по Хакасии. В сборнике, посвященном колыбели российской археологии — Республике Хакасия, опубликованы работы победителей литературного конкурса «Хакасия. Это моя земля», проведенного при поддержке Федерального центра гуманитарных практик РГГУ. Девиз авторов легенд: «Такое могло произойти только здесь». Места действия играют существенную роль в сюжетах. Каждая легенда сопровождается справочной информацией об объекте[34][35].

Светлана Ефимова [и д. р.]. Хакасия. Это моя земля : #киберпутеводитель. — [б. м.]: Издательские решения (по лицензии Ridero), 2024. — 151 с. — ISBN 978-5-0062-4876-2.

### Мильково. Это моя земля. Камчатка
- Путеводитель по селу Мильково на Камчатке. Сборник легенд родился в «городском конфликте» по сохранению панно «Камчатка. Русские и ительмены». Чтобы спасти ценность, решили применить нестандартный подход: провести Всероссийский литературный конкурс «Легенды Мильковской долины». Работы победителей включены в сборник и наполнили новыми смыслами Мильковскую долину, привлекая туристов и тех, кто хочет жить в настоящей сказке[36][37][38].

Егор Прокофьев [и д. р.]. Мильково : Это моя земля. Камчатка. — [б. м.]: Издательские решения (по лицензии Ridero), 2024. — 191 с. — ISBN 978-5-0062-6119-8.

### Белгородская область. Это моя земля
Киберпутеводитель по Белгородской области. Древние греки и скифы, ратные и трудовые подвиги, меловые горы и пещеры, музеи и заповедники… В книге собраны легенды победителей конкурса «Белгородская область. Это моя земля», прошедшего под девизом «Такое могло произойти только здесь». Рассказы материализуются в киберпутеводитель: мобильные приложения, фильмы, видеоигры…Предисловие к путеводителю написал российский историк и филолог, профессор Павел Шкаренков.
Кристина Нифонтова [и д. р.]. Белгородская область. Это моя земля : #киберпутеводитель. — [б. м.]: Издательские решения (по лицензии Ridero), 2024. — 154 с. — ISBN 978-5-0062-8157-8.

### Томск. Это моя земля
- Киберпутеводитель по Томску. Вышел к 420-летию Томска по результатам литературного конкурса «Томск. Это моя земля», организованного Федеральным центром гуманитарных практик РГГУ на базе Высшей школы журналистики ТГУ при поддержке журнала «Мир музея», программы «Другое Дело» президентской платформы «Россия — страна возможностей», Музея истории Томска[41][42].

Галина Шкирдова[и д. р.]. Томск. Это моя земля : Киберпутеводитель. — [б. м.]: Издательские решения (по лицензии Ridero), 2024. — 195 с. — ISBN 978-5-0064-3416-5.

### Обнинск. Это моя земля
- Киберпутеводитель по Обнинску Калужской области. Издание путкводителя было приурочено к 70-летию первой в мире АЭС. В книге собраны работы победителей литературного конкурса «Обнинск — город первых». Легенды Обнинска, созданные под девизом «Такое могло произойти только здесь», стали вторым после Железногорска Красноярского края сборником об атомных городах[43]. Предисловие к книге написала глава администрации города Обнинска Татьяна Леонова.

Галина Шкирдова [и д. р.]. Обнинск. Это моя земля : #Киберпутеводитель. — [б. м.]: Издательские решения (по лицензии Ridero), 2024. — 211 с. — ISBN 978-5-0064-5041-7.

### Комсомольск. Это моя земля
- Киберпутеводитель по Комсомольску на Амуре. Легенды о городе Комсомольске собраны по результатам литературного конкурса статей и легенд о Комсомольске-на-Амуре. Конкурс организован к 90-летию авиационного завода имени Ю. А. Гагарина — филиала Объединенной авиастроительной корпорации Ростеха[44]. [45]Предисловие к книге написал глава Объединенной авиастроительной корпорации Юрий Слюсарь[46].

Александр Акрамов [и д. р.]. Комсомольск-на-Амуре. Это моя земля : Киберпутеводитель. — [б. м.]: Издательские решения (по лицензии Ridero), 2024. — 263 с. — ISBN 978-5-0064-6345-5.

## Отзывы
В 2020 году Губернатор Ханты-Мансийского автономного округа — Югры Наталья Комарова в своём новогоднем поздравлении процитировала  фрагмент из сборника «Югра. Это моя земля».
Литературный обозреватель «Радио Sputnik» Наталья Ломыкина так отзывалась о сборнике «Суздаль. Легенды и мифы Владимиро-Суздальской земли»: «Немного хулиганская, вдохновляющая на путешествия по родным краям книжечка из тех, что лежат с потрепанными уголками в бардачке машины и даются на выходные почитать друзьям. Импульс для путешественников, нетривиальный взгляд на родную историю и просто свежие, неплохо написанные рассказы».